# Dějiny Korolup

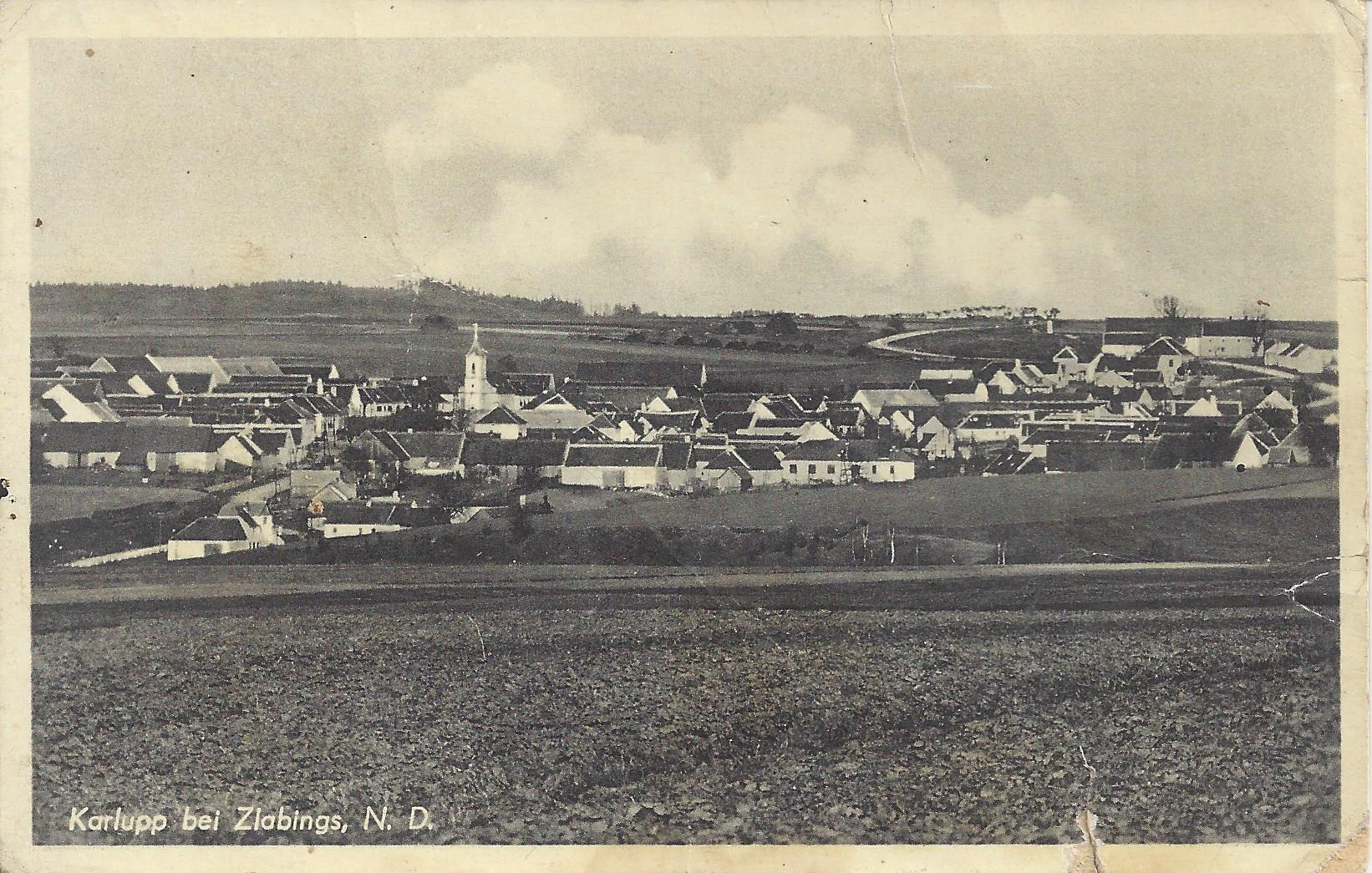
Korolupy, celkový pohled před r. 1945

Tento článek pojednává o historii obce Korolupy (německy Kurlupp), která se nachází v okrese Znojmo v Jihomoravském kraji.

## Situace na jihozápadní Moravě 11. - 14. stol.
Celá zdejší neosídlená a z větší části zalesněné půda náležela dlouho zeměpánovi a byla spravována jeho úředníky sídlícími na hradě Bítově. Za Přemysla Otakara I. (1222) se hrad stal centrem jednoho z moravských krajů – župy Bítovské (provincie Bethowiensis). Pod správou hradu se nacházelo Slavonicko, Dačicko, Jemnicko, Moravskobudějovicko a Telčsko. Tento zeměpanský majetek začal ve 13. a 14. století přecházet do soukromých rukou vrchností.

### Páni z Trnavy a Vratěnín

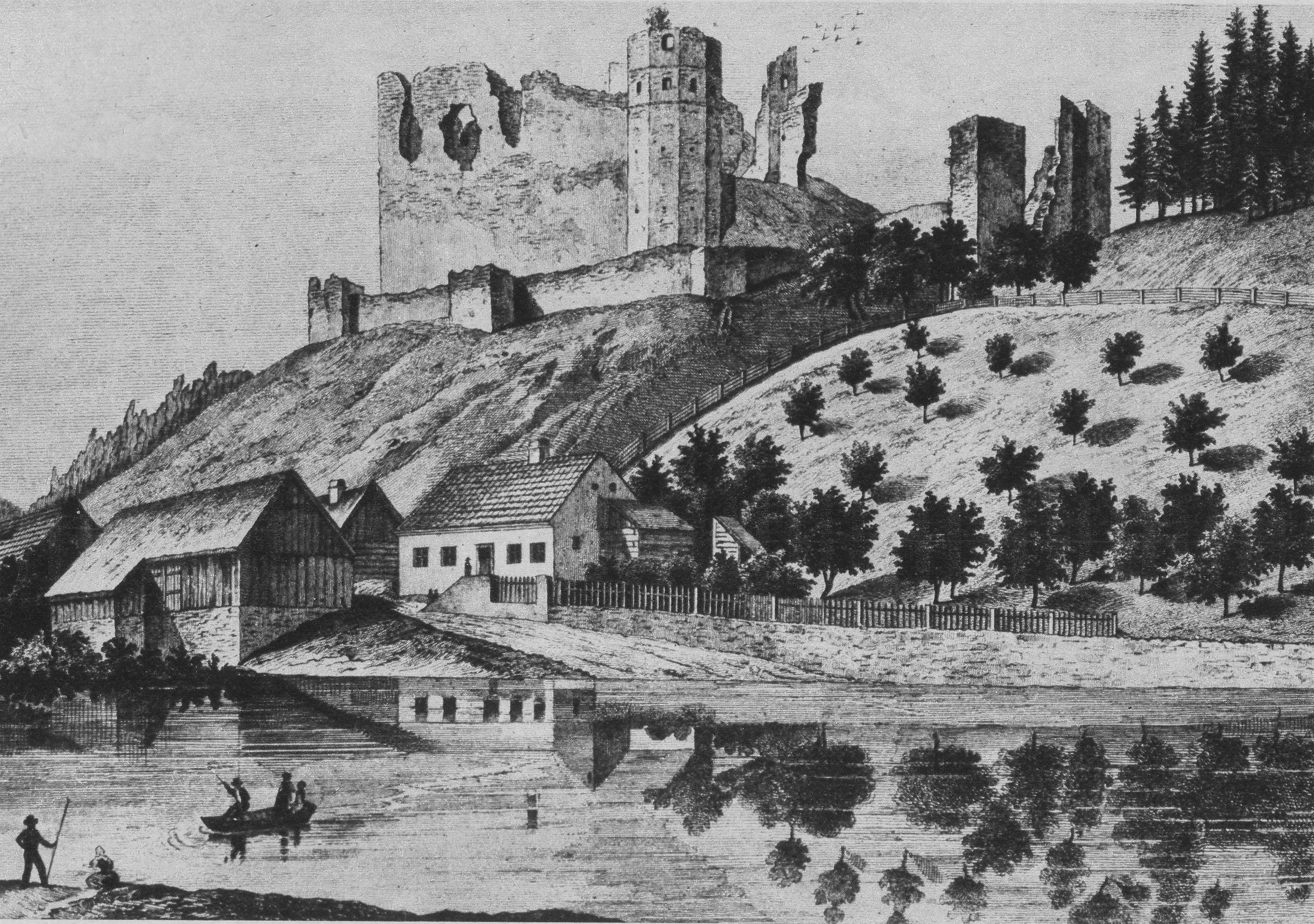
Hrad Frejštejn, založen potomky pána Wernharda z Trnavy, r. 1251 se připomíná Oldřich (Ulrich) zvaný Liber (Svobodný, německy Frei) a jeho syn Gaytmar, svědci příbuzného Vikarta z Trnavy, r. 1347 zmíněna hradní kaple sv. Kateřiny, r. 1331 hradní půrkrabí Konrád z Bítova a r. 1354 Petr Hecht z Rosic, který zodpovídal i za sousední Vranov.

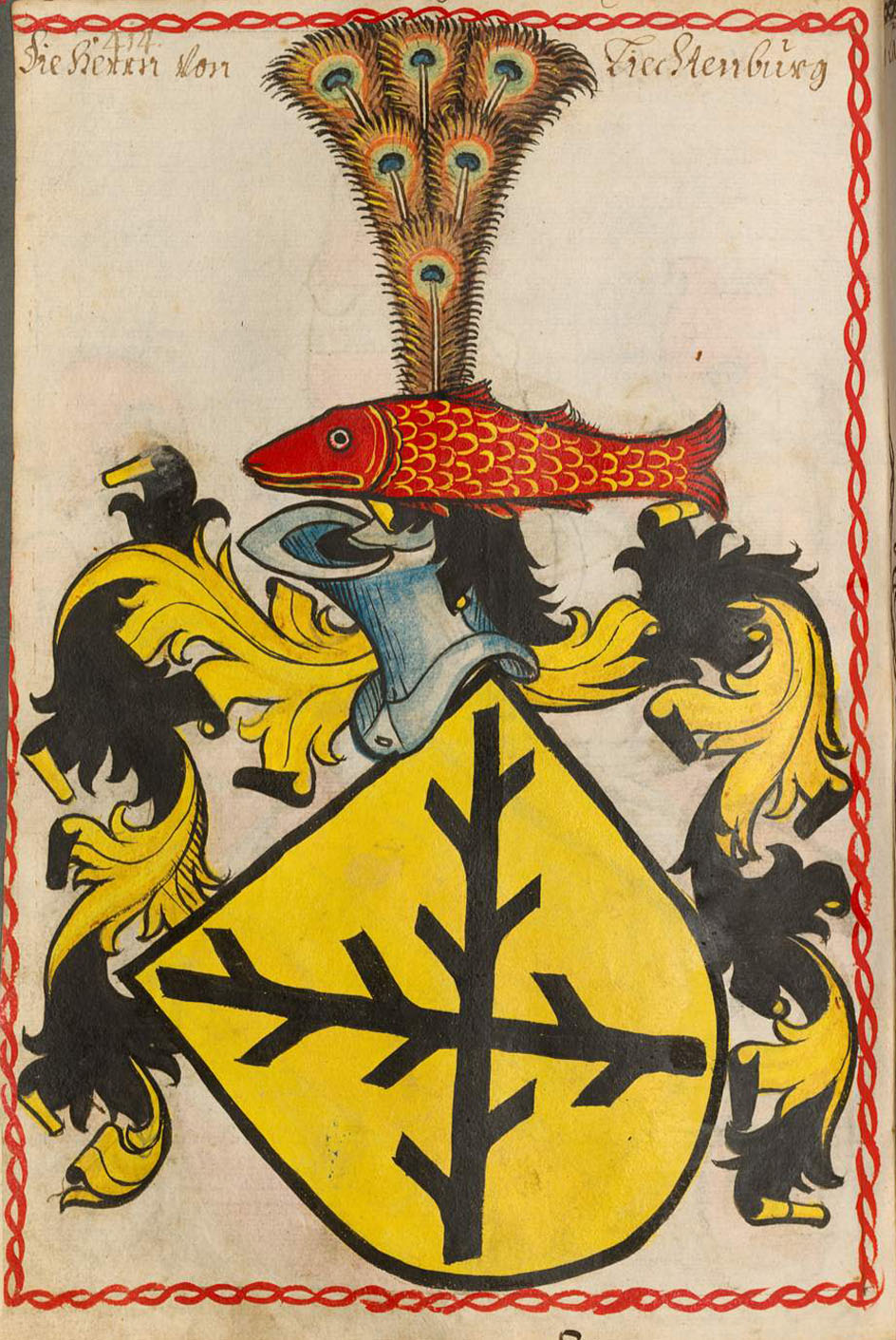
Erb pánů z Lichtenburka

Oblast kolem vtoku řeky Dyje na Moravu náležela od konce 11. století do kolonizovaného území hrabat z Perneku, kteří přišli na pozvání Bábenberků z východního Bavorska. Jejich majetky spravovali ministeriálové. Ministeriál Drozd (Drozzo) založil na důležité zemské stezce z Rakous přes západomoravské pomezí do Čech (Pulkau/Pulkava – Weitersfeld– Drosendorf/Drozdovice – Vratěnín – Slavonice – Jindřichův Hradec) osadu Drosendorf. Další ministeriálové hrabat z Perneku (1157 Ekkihard de Tirnua s dvěma bratry, poté roku 1175 Oldřich de Tiernahc) vybudovali hradní sídlo Thürnau (u dolnorakouské obce Unter Thürnau/Dolní Trnávka), z něhož kontrolovali brod přes řeku Dyji a vchod staré zemské stezky z Dolních Rakous přes jihozápadní Moravu do jihovýchodních Čech. Wernhard de Trnowa působil v markraběcích službách a za své služby získal pro své potomstvo právo kolonizovat severně od hradu moravské příhraničí (jižní Jemnicko, Vratěnín, Lubnice, Slavíkovice aj.) Wernhardova sestra či blízká příbuzná Heilwida se za markraběte Vladislava Jindřicha provdala a byla také zakladatelkou cisterciácké fundace v Oslavanech (r. 1225).
Za vlády moravských markrabat Přemysla a jeho synovce, později vévody a krále Přemysla Otakara II., získal vlivné postavení další ministeriál pánů z Perneku Vickart von Thürnau, od roku 1256 purkrabí vranovský, který daroval patronátní právo kostela ve Vratěníně klášteru v Gerasu. Zemřel před rokem 1265 a zanechal po sobě choť Wolfhildu. Roku 1271 hrad patřil Vikartovu bratranci Wernhardovi, jenž si již dříve vybudoval sídlo na Budči u Jemnice. Počátky zaniklého ženského kláštera augustiniánů u Moravských Budějovic jsou spojeny se šlechticem z rodu Tyrna a vlastníkem Myslibořic (1271). Na konci 13. století získali hrad Tyrnu Habsburkové a ti jej propůjčili i s hradem Litschau Janu z Klinkenberka/Johann von Klingerberg (Chlingerverch).

### Rod Ranožírovců a Rancířov
Prvním známým sídlem rodu Ranožírovci byla v oblasti jihozápadní Moravy ves Rancířov u dolnorakouské hranice, pojmenována nejspíše po prvním Ranožírovci. V letech 1234–1238 držel Ranožir také statky v okolí Jihlavy a hradiště v nedalekém Stonařově. V roce 1257 darovali bratři Smil z Bílkova, Markvart (patron kostela), Jaroš a Ratibor klášteru v rakouské Jeruši patronátní právo zdejšího kostela. Na listině svědčili: Wichard de Thürnau (ves Unterthürnau u Drosendorfu); Tobis; Leopold Peschel; Gaitmar, syn z Frejštejna; bratři Marquard, Wolfram a Albert ze Slatiny; Bertold z Primmersdorfu; Ortlieb z Goggitsche (ves u Gerasu); Walter z Kottaun (ves u Gerasu); Walter, měšťan; Konrad z Hornu a Pergrinius.
Hlavní linie Ranožírovců se usadila v bezprostřední blízkosti Dačic na hradě Bílkově. Head Bílkov držel Smil z Bílkova, nejstarší syn Ranožíra II, který za vlády Přemysla Otakara II. zastával na Bítově úřad purkrabího, v letech 1253–1254 se účastnil křížové výpravy do pohanských Prus a roku 1277 vedl jménem krále spolu s biskupem Brunem a notářem Oldřichem mírová jednání s Rudolfem Habsburským. Naposled je Smil z Bílkova zmiňován v roce 1279. Po Smilovi spravoval bílkovské panství jeho syn Ješek. Pravděpodobně přes Ješkovou dceru Kláru z Bílkova přešlo bílkovské panství roku 1339 na pány z Hradce, kdy se Klára stala druhou chotí Oldřicha z Hradce.
V roce 1305 obdržel klášter v Jeruši (po patronátech ke kostelům ve Vratěníně, Kostelní Myslové a Rancířově) čtvrtou patronaci na území Moravy, kdy mu Markvart (Marquard) z Rančířova (u Jihlavy) daroval se souhlasem bratra Jaroše (Jerus) z Vydří a Smila (dictus de Plencsh) patronátní právo ke kostelu sv. Petra v Rančířově. Listinu ztvrzoval také opat Erhard z Jeruše, probošt Dětřich (Theoderich) z Louky (Bruck an der Thaya) a rytíř Oldřich (Ulrich) z Martinic (měl bratra rytíře Vavřince (Laurencius) z Martinic). V roce 1347 je na hradě Frejštejně připomínána také kaple sv. Kateřiny. V Dolním Rakousku držel klášter v Jeruši patronace nad kostely ve vsích: Geras, Pernegg, Nondorf, Blumau, Kirchberg a. d. Wild, Japons, Drosendorf, Eibenstein a Weikartschlag.

### Bítovská provincie a Lichtenburkové
Po vymření Přemyslovců po meči se hrad Bítov stal od roku 1307 lénem Lichtenburků pocházejících ze široce rozvětveného rodu pánů z Ronova. Rod zbohatl zejména na těžbě stříbra u dnešního Havlíčkova Brodu (dříve Německý Brod). V roce 1278 získal Bítov Rajmund, zakladatel moravské větve Lichtenburků. Rajmund z Lichtenburka své bítovské panství záhy rozšířil o dolnorakouské majetky, které získal skrze sňatek s Adélou z Planku, s kterou měl dceru Markétu (jeptišku) a syny Jindřicha, Čeňka a Smila. Strýcem matky Adély byl Seifried (Siegfried) z Planku (Plank am Kamp). V roce 1341 nechal Seifried ve svém dolnorakouském Stiefernu postavit novou faru a za dědice veškerého svého majetku určil bratry Smila a Čeňka z Lichtenburka. Seifried z Planku se připomíná ještě v roce 1349 na listině při obdarování kostela ve Stiefernu jako pán u Bítova (Ich Seyfrid von Planykch, Herr zu Vetaw). Rajmundovi synové Smil a Čeněk se na hradě usadili natrvalo a začali se nazývat Bítovští z Lichtenburka.

### Páni z Hradce
Také pozemky na Dačicku se ve 13. století začínaly dostávat do rukou šlechtických rodů. Páni z Říše (později z Hrádku) vlastnili v pol. 13. století v oblasti kolem vsi Stará Říše celkem 11 vsí. Roku 1301 získal panství Smil z Bílkova a po něm jeho syn Ješek, jehož dcerou byla Klára, druhá žena Oldřicha z Hradce, jež přinesla pánům z Hradce bílkovské panství věnem (r. 1339). Oldřich později s králem Janem Lucemburským směnil Telč za panství Bánov. V nejzazším koutě jihozápadní Moravy se páni z Hradce stali majiteli rozsáhlé državy: na jihu drželi Slavonice, na východě Bílkov, na severu Telč a na západě jindřichohradecké panství. Po Oldřichově smrti se majetek rozdrobil mezi čtyři bratry: Jindřich z Hradce získal polovinu Hradce, Menhart Telč, Oldřich druhou polovinu Hradce a Heřman bílkovské panství s Dačicemi, přičemž Slavonice si bratři rozdělili mezi sebe na čtyři díly. Bílkovské panství zapsal Heřman roku 1399 své dceři Elišce a jejímu prvnímu choti Janovi z Kravař (druhý choť Jiří z Lichtemburka). Po dlouhotrvajících sporech vykoupili páni z Hradce nakonec na zač. 14. století své bývalé bílkovské panství zpět.

## Lubnická država
Rod pánů z Frejštejna (Vreyensteyn), na hradě založeném potomky pána Wernharda z Trnavy (Unterthürnau), se znovu připomíná v roce 1310, kdy Markvart z Frejštejna (Marquart Frey) ručil Raimundovi z Lichtenburka při obdarování oslavanského kláštera. V roce 1322 a 1323 se při obdarování kláštera ve Zwetlu objevuje ve svědečných řadách Oldřich Frey (Ulrich Vrey), za kterého byl hrad stavebně rozšířen. Ve 30. letech byl spravován purkrabím Konrádem ze Sichelbachu (ves u dolnorakouského Kirchstettenu). V roce 1331 prodal bítovský purkrabí Ben (Boněk či Bohuňka) se souhlasem Raimundových synů Smila a Čeňka frejštejnskému purkrabímu Konrádovi ze Sichelbachu a jeho ženě Budislavě  pod právem ssutí (předkupním právem ke zbytku nedílu) za 15 a půl hřivny velkých peněz tři lány u Hafnerluwen (Hafnerluden, česky Lubnice) a v případě porušení tohoto práva pod hrozbou ležení.
Jan z Klinkenberka (Johann von Klingerberg/Chlingerverch), zástavní majitel hradu Litschau, držel také hrad Thürnau (Tierna), vsi Rabesreith a Luden nedaleko Drosendorfu, městečko Vratěnín a Mladoňovice. Jeho chotí byla Agnes von Maissau. Z manželství pošly děti: syn Jindřich (Heinrich), dcery Eliška (Elisabeth), Anežka (Agnes) a Barbora (Barbara). Rytíř Jan obdržel za své služby králi Janu Lucemburskému pravděpodobně celou výsluhu po pánech z Thürnau, jelikož v roce 1338 se v jeho majetku nacházel nejen Vratěnín a Mladoňovice, ale také popluží (pole) u Lubence (snad ves Luden) a u Sonovic (zaniklá ves), ves Rancířov, v Mešovicích dědiny platné, v Hafnerluden dvůr s dědinami platnými a v Kostníkách dědiny platné.
Dcera Barbora  († kolem r. 1347) se provdala za Jindřich III. z Waldsee. Z manželství pošla dcera Alheid, která se někdy kolem roku 1353 provdala za Leutolda III. z Kueringu-Dürnsteinu. V roce 1343 svědčil  Barbořin otec zemřel v roce 1345. Úmrtím jejího bratra Jindřicha, jenž padl v bitvě u Kresčaku († 1346), vymřela linie Klingenberg-Litschau po meči. O rok později zemřela i Jindřichova choť Barbara. Jindřich III. z Waldsee se podruhé oženil s dcerou Otta z Volkenstorfu. V září 1347 se Jindřich III. z Wallsee účastnil jednání mezi vévodou Albrechtem II. Rakouským a králem Karlem IV. v Praze. Rodová větev pánů z Waldsee-Drosendorf vymřela Oldřichem IV. z Waldsee († 1400).
Lubnický majetek se tak znovu připomíná v roce 1348 u Vratěnína, kdy jej markrabě Karel udělil Jindřichovi z Waldsee: městečko Vratěnín, Rancířov a mezi dalším zbožím pole u Lubence (die Ecker zu Lubentz) a u Hafnerluden lenní poplužní dvůr se třemi hospodářskými dvorci (zu Hafnerluden den vorlehenten Hoff mit drein Hoffsteten), kde si bratři Konrád a Seidel ze Sichelbachu začali budovat rodinné sídlo. Rod rytířů ze Sichelbachu a z Lubnice nosil ve svém znaku znamení trojzubu v podobě rozbíhající se vidlice. Ještě v 15. století bývají v pramenech uváděny dvůr v Hafnerluden (Lubnici) a tvrz v Kostníkách jako pradávné manství hradu Frejštejna.

### Páni ze Sichelbachu a Lubnice
Od té doby, co purkrabí z Frejštejna Konrád s chotí Budislavou zakoupili pozemky u Hafnerluden, vznikl na této državě poplužní dvůr s mlýnem s příslušnými lesy, pastvinami, loukami a vodami, který v roce 1350 Jitka (Judith), vdova po Bernardovi z Laukowic (nyní Slavíkovice), erbu tří leknínových listů, odprodala do dědičné držby bratrům Seidlinovi a Konrádovi z dolnorakouského Sichelbachu. V roce 1358 prodal Jindřich (Henricus) z Borotic (zaniklé Německé Borotice u Lechovic) polovinu tamějších pozemků za 21 hřiven 11 grošů do dědičné držby a Seidlin na nich obratem zapsal své choti Elišce (Elisabeth) věno 15 hřiven. V roce 1360 vzal Henzlín z Vydří (Henslinus de Widrzie), Seidlina z Lubnice na svém majetku na spolek a v roce 1369 jim oběma Heřman z Hradce odprodal za 132 kopy grošů u Starého Hobzí ves Norovice s činžemi, užitky, mlýnem, dvorem v Lipnici a vším příslušenstvím. Na sousední tvrzi v Polici seděl v roce 1368 Tvoch z rodu erbu tří makovic, bratr Ješka zvaného Schössel, lenního majitele Stonařova a v letech 1376–1390 Nového Hrádku, který Seidlinovi pravděpodobně na základě rodinné spřízněnosti zapsal do dědičného držení mlýn s veškerým příslušenstvím a pozemky (u Police).
První písemná zmínka o Korolupech pochází z 12. prosince roku 1371, kdy markrabě Jan přikázal Petrovi Hechtovi z Rosic, toho času purkrabímu na Frejštejně, aby byl poslem k deskám při vkladech Jindřicha z Hradce, a to vsi Lomů Mikuláši (Niklasovi) ze Slavonic, jemnickému měšťanovi; vsí Chrlop (Korolup) a Mešovic Seydlinovi z Lubnice a vsi Radkov Vlkovi z Radkova. V roce 1373 se z desek dozvídáme, že dva lány v Chrlopech a dvorec nazývaný Holdenobsky (curia in Chirlobw) u Mešovic zakoupil rytíř Seidlin (nobilis Zeydlino de Lubnycz mility) společně s Henzlínem z Vydří od Jindřicha z Hradce. V roce 1376 pak v okolí Dešné Seidlin získal do dědičné držby od Hojka (Vojek) z Ústrašína a jeho choti Anny společně s vladikou Bohušem z Bělčovic ves Bělčovice se sedmi lány a osmi poplužími. V roce 1385 přikoupil Bohuš, který se psal také po Lubnici, od Smila z Police, jehož chotí byla Kateřina, také ves Bačkovice. V Chrlopech se v roce 1397 připomínal jistý Hennsel Fuchs (de Chirlubw). Ke stejnému rodu lze přiřadit v roce 1380 i Niklase ve Slavonicích (Nikl Fuxel) a v roce 1441 faráře Mikuláše (Nikolaus Fuchs) v Rančířově u Jihlavy, dosazeného klášterem v Gerasu.
Další zmínka o vsi Korolupy (Chrlupy) pochází z roku 1372, kdy rytíř Seifried (Syfridus miles de Hafnerluden) a jeho choť Bohuslava věnovali tvrzi v Hafnerluden (Lubnici) farní filiální kapli zasvěcenou sv. Jiří a sv. Kateřině a kostel ve Vratěníně obdarovali oltářem sv. Petra. Oba kostely nadali jedním kaplanem s ročním úrokem 60 pražských grošů z mlýna v Újezdě, 6 zlatými a 4 groši ze dvou lánů u mlýna a dvou lánů u Korolup (villa Chirlup), dále vinicí na kopci Heiligland u vsi Rözbach (Retzbach) a desátkem ze 3 dvorců, za což měl kaplan sloužit dvakrát týdně mši svatou v Lubnici, jednou týdně ve Vratěníně u oltáře sv. Petra a o vysokých svátcích vypomáhat vratěnínskému faráři. O rytíři Seifriedovi víme jen, že nosil ve znaku taktéž trojzubec (sloužící k lovu úhořů) jako výše zmínění bratři Konrád a Sedlin ze Sichelbachu, pravděpodobně byl synem jednoho z nich.

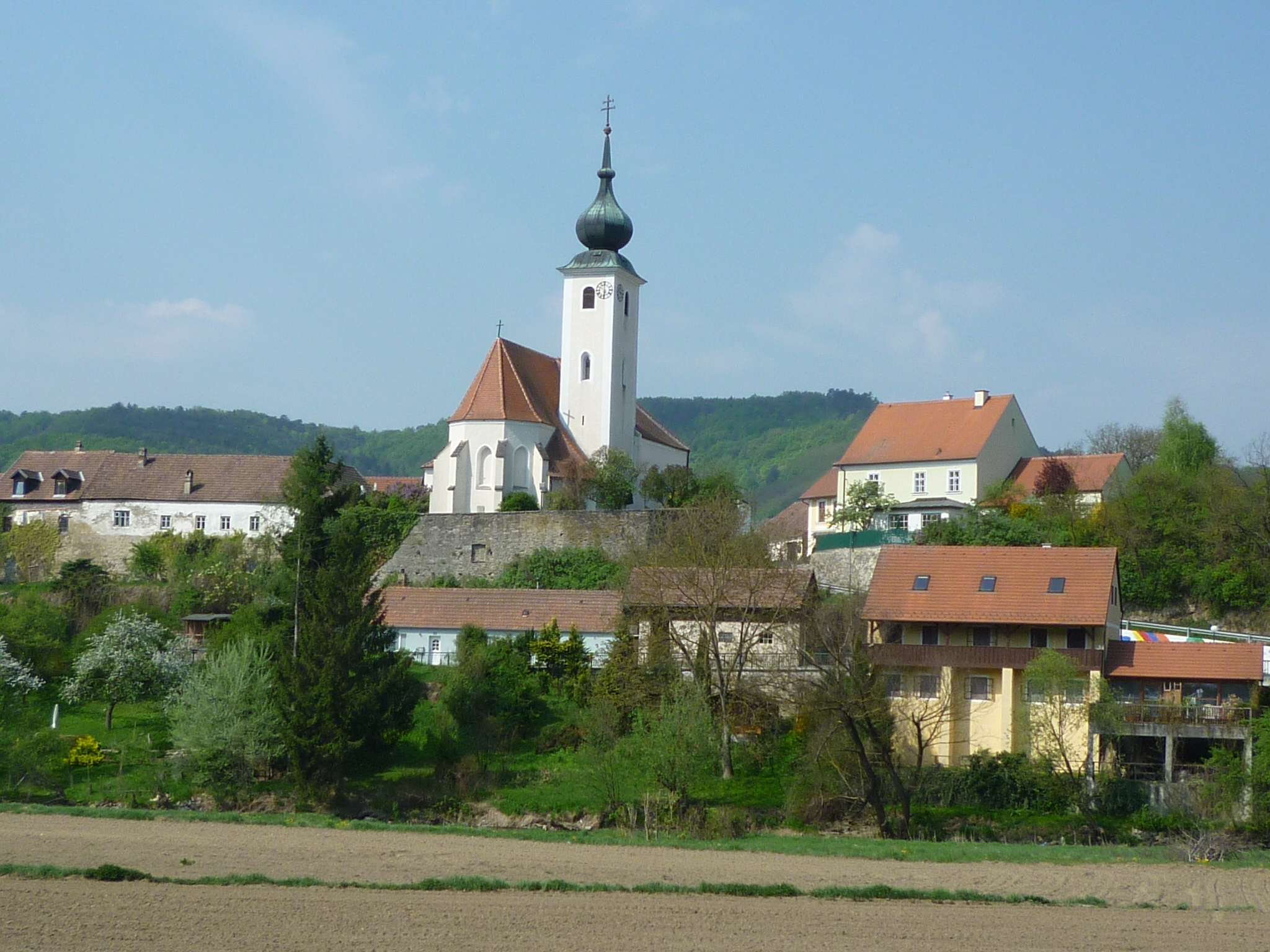
Stiefern s kostelem sv. Jana Křtitele, zdivo bývalého hradního sídla pánů z Planku ukrývají na náměstí (Kirchenplatz) domy čp. 4, 5 a 6. Po Seifriedovi z Planku, který je ve Stiefern naposledy doložen v roce 1341, získali panství Bítovští z Lichtenburka, kteří majetek v roce 1347 prodali pánům ze Sonnbergeru. V roce 1352 odkoupili panství páni z Maissau. V roce 1380 založil Heidenreich von Maissau klášter Aggsbach, kterému Leutold von Maissau v roce 1399 Stiefern daroval.

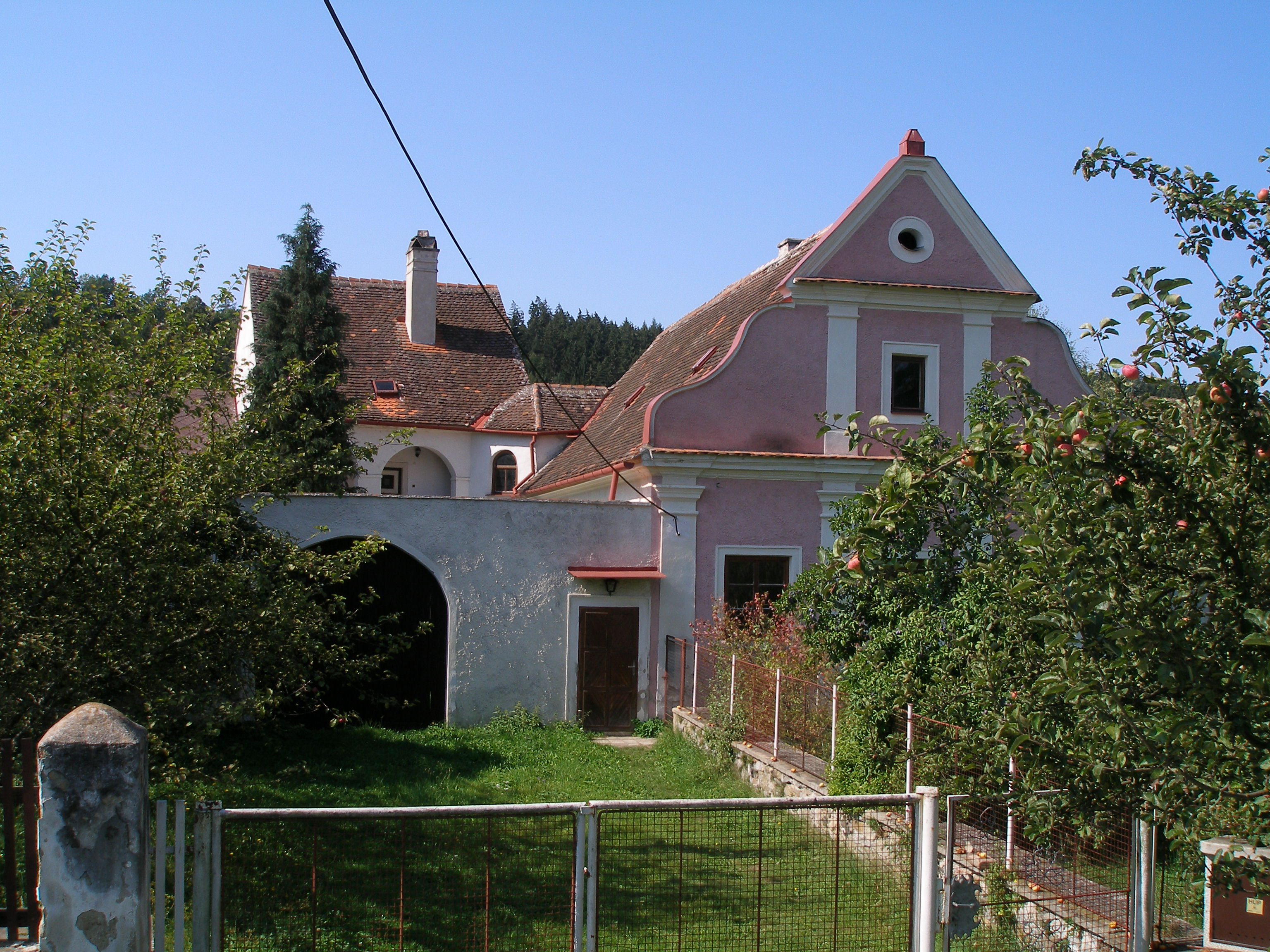
Farní budova v Lubnici/Hafnerluden, postavená na základech bývalé tvrze Seifrieda z Hafnerluden/Lubnice. Tvrz s obytnou věží připomínal německý název lubnické polní tratě Hinterm Turm (česky Za věží).

### Dělba rodového majetku
V druhé generaci rodu došlo k rozdělení lubnického majetku. V roce 1379 se nejprve Seidlin z Lubnice (psal se i po Újezdu u Rosic a Jinošově, manželka Anna) dohodl s Filipem z Mešovic, synem Henzlína z Vydří (sestřencem), na společném držení majetku. Ve stejném roce je zmiňován Seifried Planker, starosta městečka Drosendorfu, při donaci tamějšího kostela.
Také Smil z Police (synovec Magdalény/Margareth z Našiměřic) provedl v roce 1379 majetkovou transakci, kdy s Andreasem z Menhartic (též ze Slatiny) prodal celou ves Menhartice svému synovci Bohušovi z Lubnice. V roce 1385 si pak Smil z Police a Bohuš z Lubnice rozdělili ves Bačkovice na čtyři díly a čtvrtý díl odprodali Filipovi z Lubnice (též z Mešovic), dědici lubnické državy. Filip se dohodl s bratrem Frenclinem z Mešovic na společné držbě majetku a s Pelhřimem / Pilgrim ohledně majetku v Norovicích. Pelhřim byl zetěm Albrechta ze Slatiny. Frenclin ze Slavonic držel také pět lánů v Mutišově, které v roce 1385 koupil od Přibíka ze Slatiny. V roce 1390 Filip nakonec svoji část Lubnice s polovinou patronátního práva ke kostelu odprodal Bohušovi na Bačkovicích a Lubnici. V roce 1412 přešly Norovice z Pelhřima z Police na bratry Niklase a Andrease ze Zahrádek a v roce 1415 odkázal Bohuš z Lubnice Bačkovice i s polovičním patronátním právem ke kostelu Adamu z Lovčovic, který v roce 1430 koupil od Jana z Kostník i tvrz a ves Polici.
Druhou část vsi s polovicí patronátního práva ke kostelu držel od roku 1398 Pelhřim/Pilgrim z Police, jehož ženou byla Dorota ze Slatiny/Latein a který v roce 1408 přenechal polovinu patronátního práva ke kostelu Heleně z Lubnice, vdově po rytíři z Opálky/Opolka a jejímu synovi Michaelovi z Opálky. Syn Michael vzal roku 1420 svého zetě Mertlíka z Nové Vsi/von Neudorf na spolek a v roce 1466 Mertlíkova dcera Machna (von Jogenrayt und Neudorf) přenechala choti Leonardu z Hartu (Althart, česky Staré Hobzí) lubnický majetek sestávající z poplužního dvorce s mlýny, pustinami, z půlky patronátního práva ke kostelu, ze dvou poplužních dvorů v Mešovicích se dvěma poddanými tamtéž, ze dvou lánů u Korolup a ze vsi zvané Újezdec s jedním mlýnem.
Tato majetková transakce se nelíbila vratěnínskému faráři Řehořovi/Gregor z Planku a pohnal Leonarda z Hobzí k soudu. Leonard si totiž nechal do desek zapsat jeho dědictví na panství v Lubnici, dále pak dva člověky v Korolupech a z předešlého roku mu nevyplatil sedm kop a dvacet grošů, které mu k vratěnínské faře a lubnické kapli příslušely. Volf Krajíř z Krajku se pro změnu soudil s Machnou, která neprávem držela jeho ves Menhartice se dvorem. V letech 1470–1490 působil farář Gregor z Planku na faře ve Slavonicích a v roce 1485 se stal děkanem nového slavonického děkanátu. V roce 1490 už vlastnil ves Staré Hobzí (s částí lubnického a korolupského majetku) Mikuláš/Niklas Hauska Zahrádecký ze Zahrádek. Lubnická tvrz s příslušnými majetky se dostala do držení rodu Krokvicarů/Krokwitzer.
V roce 1493 propustil Půta z Lichtenburka Zikmundovi Krokvicarovi z Nové Vsi a na Lubnici z manství: „tři lány i s lesem Rudicem, všiem příslušenstvím, co k tomu zboží přísluší a dva dvořáky v Mešoviciech”. Zich Krokvicar na Nové Vsi o pár let později (r. 1501) odprodal lubnickou tvrz s příslušným majetkem Lipoltovi z Krajku a na Cornštejně:
„tvrz v Lubnici se třemi lány a se třemi podsedky, s potokem od lávky až k statku a půl statku s lesem Rudicí (Ruditz), ze vsi Miřow čtyři a dvadceti čtvrti a půl čtvrti, dvůr v Mešovicích a půl druhého dvora v Trsiciech (Terčicích), pod Rancířovem půl druhého lánu rolí nazývaných Mešovické díly s rolí oranú i neoranú, s lukami, s pastvami, pastvištěmi, s horami, s doly, s lesy, háji, s chrastinami, s křovinami, lovy, s hony, s mezemi, s hranicemi, s lidmi platnými i neplatnými, s robotami, s užitky a požitky i se všemi poplatky, s vodami tekutými i netekutými i se všiem plným právem, panstvím a příslušenstvím”.
Moravské zemské desky II. 1480-1566
Rozdrobený lubnický majetek se podařilo sjednotit až Fridrichovi Jankovskému z Vlašimi, který odkoupil valnou většinu od Štrejnů ze Švarcenavy/Strein von Schwarzenau v roce 1610 a 15. června 1627 za 15 000 zlatých moravských statek a tvrz Dolní Slatinu, které byly zkonfiskovány jeho bratru Zikmundu Wolfovi, 26. dubna 1628 sepsal kupní smlouvu s Kristencií/Crescentia z Říčan, rozenou Zahrádeckou ze Zahrádek a k příslušenství Bítova přidal díl vsi Lubnice se dvěma mlýny, dva poddané v Korolupech a v Mešovicích a jednoho poddaného v městečku Vratěníně, za což zaplatil 2 700 zl. mor. v hotovosti. Další majetek nabyl 3. července 1628, kdy koupil za 70 000 zl. mor, bývalé královské město a panství Jemnici. Jemnický statek sestával ze zámku a města Jemnice s pivovarem, vinopalnou, předměstím Podolí se dvorem, ovčárnou, cihelnou a vápenicí, dále pak ze vsí Pálovic se dvorem, Ostojkovic, Báňovic, dílu Lhotic, pustých Račic, Třebelovic, Menhartic se dvorem a Louky s dvorem a ovčárnou. Zbývající část Lubnice s 9 poddanými zakoupil 10. října 1628 za 1 000 zl. mor. při nuceném výprodeji uherčického pána Jana Jiřího Štrejna ze Švarcenavy.

### Zaniklé vsi a dvorce
Nedaleko Menhartic se nacházela ves Krajovice, která i s tvrzí patřila ke korolupskému beneficiu. V roce 1365 se po vsi psal Eberhard z Krajovic (r. 1298 předek Eberhard von Steindorf, maltézský rytíř z hradu Templštejn u Jamolic), r. 1386 Johann a Kuno z Krajovic a r. 1409 Everlin z Krajovic. Ves pak přešla na Kuneše z Menhartic a ten ji prodal Jiřímu Mesenpekovi/Georg Matzenpeckh. V roce 1462 odkoupil rytíř Johann z Hofkirchenu a na Chlumci/Kollmitz od Johanna Lawffer z Czemlarn část vinice. Listinu ztvrzoval nejen Jan Harras z dolnorakouské Lindavy/Johann Harrasser von Lindau, jehož otec Lorenz Harras zastával pozici purkrabího na hradě Raabs, ale také Tomáš Mesenpek/Thomas Matzenpeckh, úředník (Pfleger) z blízkého hradu Drosidlu/Drösiedl.
Oba svědky, Johanna Harrase a Tomáše Mesenpeka, najdeme také při další pozemkové transakci Johanna z Hofkirchenu (1465), kdy koupil od Johanna Kürbitze zboží u dolnorakouské vsi Liebnitz (u Raabs an der Thaya) a Alberndorfu (Alberndorf im Pulkautal). Ve svědeční řadě se oba pánové vyskytují vedle Georga z Předměřic/Primmersdorf a Mathiase Wickenstainera, úředníka (Pfleger) z Drosendorfu. V roce 1464 zažaloval vratěnínský farář Martin Havla z Bítova za dvouleté zadržování desátku v Korolupech na dvoře v Krajovicích.
Dvůr Schützenhof (Sycznhof) obdržel pravděpodobně své jméno po majiteli Schützovi, který je zmiňován v roce 1353, kdy bratři Adam, Petr a Schütz von Hard (Staré Hobzí) nechali zapsat Sezimovi von Plospitz/Plačovice ves Chvalkovice. V roce 1464 pohnal vratěnínský farář Martin Hynka z Bačkovic k soudu, jelikož mu měl po dobu šesti let zadržovat desátek z dvorce Schützenhofu.
Zpustlý dvůr Krübitz (Grabitzhof) u Korolup jako součást statku Písečné je zmiňován v úrokové knize Jana Ludvíka Krokvicera/Hans Ludwig Krokwitzer. Později se objevuje v kupní smlouvě Eucharia Horsta z Beranova/Eucharius Horst von Poronau z 25. března 1636 jako zpustlý dvůr pod názvem Krawic a náležející k Písečné. Statek pak Eucharius Horst odkázal ve své závěti z 9. října 1650 manželce Marii Kateřině, která pak znovu provdaná Švábenská ze Švábenic 12. května 1654 statek se 4 poddanými v Mešovicích a se všemi právy k němu odprodala paní Regině Katharině Berchtold z Uherčic a na Polici (dceři Christopha Carla Ruezena zu Grub a Puergelstein zu Zell und Grinsbach). Poplužní dvůr připomínají německé názvy polních tratí u Korolup Grabitz a Grabitzbreiten.

## Nájezdy husitů a bitva u Cornštejna
Ves Korolupy se stala ještě před dobou husitské revoluce svědkem drobných válek a loupeživých tažení panských bojových družin. Husitské drancování nabralo jen silnější podobu a náboženský podtext. Obec se tehdy nacházela přímo v ohnisku katolického území mezi Znojmem, Jihlavou a Jemnicí, ale také hrady a městy pánů z Lichtenburka či jejich stoupenců z řad nižší šlechty. Nebezpečí radikálního husitství přicházelo z těsné blízkosti tvrze v Červeném Martínkově. Další silná táborská posádka sídlila v Třebíči. Martínkovští husité se do jisté míry utvářeli z členů bývalých lapků. Jejich činnost se orientovala nejen na kořistnické výpravy koní a dobytka na našem území, ale martínkovští spolupracovali i s podobným tovaryšstvem na rakouské straně.

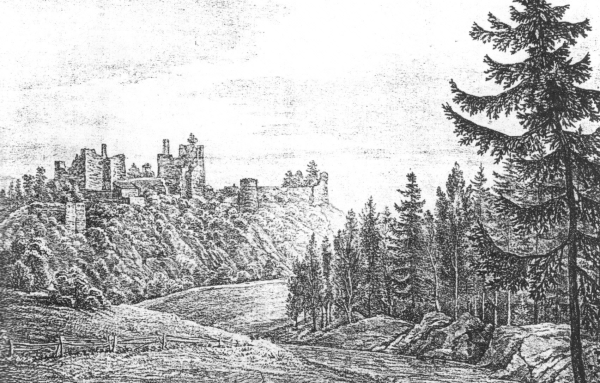
Hrad Cornštejn ve 30. letech 19. století. Kvůli neustálým soudním tahanicím s Lichtenburky Krajířové z Krajku sice roku 1530 na Cornštejn rezignovali, ale roku 1572 Bítovští z Lichtenburka vymřeli po meči a hrad následně zpustl.

Na podzim roku 1421 zahájila domácí protihusitská vojska převážně z Olomouce, Brna, Jihlavy a Znojma po boku Zikmunda a Albrechta Habsburského velké protihusitské tažení na jihozápadní Moravu. Pokořen byl i husitský tábor u Martínkova. Odvetu pod velením Jana Žižky z Trocnova zahájili husité na jihozápadě Moravy v září roku 1423. Mnozí z obyvatel měli Žižku ještě v živé paměti z dob, kdy v tomto kraji v roce 1409 loupil coby lapka společně s Janem Sokolem z Lamberka. V letech 1424 – 1425 se na Moravě odehrávaly největší bitvy a postižené byly především církevní a klášterní majetky.
Husitské války se neomezily jen na území jihozápadní Moravy. V letech 1419–1431 plenili husité i na území Dolního Rakouska. V roce 1425 dobyli město Retz a pár dní na to Schrattenthal a Pulkau. Kronika z kláštera Klosterneuburg vypráví o 6 000 zajatcích, mezi nimiž se nalézal také hrabě Heinrich z Maidburg-Hardegga. Město husité pobořili, 8 000 obyvatel zabili a přes 30 kostelů vypálili. V roce 1427 vypálili klášter v Gerasu a Pernegg. Další spanilá jízda se odehrála v roce 1431 u města Waidhofen an der Thaya. Husité táhli s šesti vozovými pluky o 60 vozech, 600 jezdci a 4 500 pěšáky. U obce Kirchberg am Walde došlo k velké bitvě, kde utrpěli od rakouského vojska pod velením Leopolda z Krajku zdrcující porážku. Na cestě zpátky přes Gross-Siegharts a Jarolden přepadly husity u obce Hard (středověká zřícenina) selské jednotky. Teprve v září roku 1434 uzavřeli kališníci s Albrechtem landfrýd.
I když se nenávist husitského vojska obracela hlavně na katolické fary, kostely a kláštery, přesto se venkovskému obyvatelstvu nevyhnuly útrapy způsobené vojenskými taženími v letech 1422 - 1433. Největší bitva se odehrávala o pár let později v přímé blízkosti Korolup. Hynek z Lichtenburka, pán na Cornštejnu nejprve odmítl novopečenému českému králi a moravskému markraběti Jiřímu z Poděbrad vzdát úctu a o pět let později, kdy došlo k rozepři krále Jiřího s římskou kurií, vyhlásil králi Jiřímu válku. Boje o Cornštejn se účastnily také jemu nakloněné vojenské roty z Rakous a žoldnéři johanitského komtura Achace z Mailberku. Proti Hynkovi, „rušiteli zemského míru”, jak ho označil zemský sněm, vytáhla vojenská výprava v čele s královým synem Viktorínem z Poděbrad. Po téměř ročním obléhání se Cornštejn z důvodu vyhladovění nakonec 24. května 1465 vzdal. Hynkovo cornštejnské panství spadlo do klína králi, který je daroval Hynkovi Krajířovi, jehož synovi Wolfgangovi/Volfovi Krajířovi z Krajku, pánovi na Landštejně, Nové Bystřici, Dačicích a Frejštejně je následně propustil z manství a jeho synovi Lipoltovi pak propuštění potvrdil.

## Uherčické panství
Na loupeživých výjezdech pánů z Trnavy proti pánům z Hradce a Janovi z Hardeka se v letech 1407–1409 podílel také drozdovický hejtman Konrád II. Krajíř z Krajku a Landštejna. Později udělené vysoké zemské úřady v Korutanech a o něco déle i post hofmistra krále Fridricha III. získal za účast v bojích na straně krále Zikmunda a jeho zetě vévody a markraběte Abrechta V. v době husitských válek. V letech 1438–1441 byl hejtmanem v Drozdovicích jmenován Konrád Eytzinger (Eincinger) z Eytzingu a po něm se tu na šest let usadil Jan Krajíř z Krajku, mladší bratr Konráda II. a pán na nedalekém Frejštejně a Cizkrajově (od r. 1440). Ves Uherčice patřila od 14. století k majetkovým državám bystřické linie Krajířů z Krajku a v letech 1487–1515 za Lipolta se stala součástí zboží jeho nedalekého sídla hradu Cornštejna.

### Krajířové z Krajku
Při dělbě rozsáhlého dědičného majetku Volfem Krajířem z Krajku v roce 1487 mezi jeho syny Volfa mladšího, Lipolta a Jana, došlo ze strany jejich otce také k ustanovení druhého dědického dílu, kdy za majitele dědičných statků Cornštejna a Frejštejna určil syny Lipolta a Jindřicha. Ke zmíněnému dědictví patřil i poplužní dvůr v Uherčicích. Zpočátku vedli novopečení dědicové správu svých majetků z blízkého Vratěnína. V roce 1493 potvrdil král Vladislav II. Lipoltovi a jeho bratrům z Krajku propuštění z manství, tak jak to učinil již jeho otci Volfovi. Z výpisu držby si můžeme udělat přehled o situaci na daném území:
„Hrad Cornštejn s horú, s řekú, s mlýnem pod hradem, s lukú, s pěti lány lesu, s kostelním podacím kostela svaté Trojice, s některými domy při témž kostele postavenými, zbořený hrad Frajštajn a pod ním ves se dvěma mlýny, s řekú, s lukami, lesy k témuž hradu příslušejícími, ves Stalek se vším jejím příslušenstvím a s kostelním podacím, ves Krezynk pustú s dvorem poplužným, ves Chrlopy s dvorem poplužním se vším jejím příslušenstvím kromě dvů lánů, kteříž k oltáři do Vratěnína příslušejí, ve vsi Mošovicích (Mešovicích) pět polůlání a čtyři čtvrti, dvuor řečený Sycznhof, v Terčicích jeden lán, v Rancéřově roli a lůku, ves pustú Šatice, v Leubinku pustý mlýn, v Kostnicích puol šesta lánu a sad s rolí, s lukami, s lesem, kterýž leží v žlebě pod vsí, s vodami i s druhým lesem, jenž slove Dúbrava, ležící nade vsí, v Lubnici dvuor se vším, což k němu od pradávna příslušie, ves pustú Uherčice a dvuor poplužní se dvěma pluhoma role, kromě toho, co tu abatyše z Oslovan má, ves pustú Stojačice, městečko Vratěnín se vším jeho příslušenstvím, s dvorem poplužným a s dvěma pluhoma rolí, ves Mladoňovice se vším jejím příslušenstvím, s dvorem poplužným s dvěma pluhoma rolí, i s opravami na vsech a na lidech, kteréž již k psanému hradu Frajštajnu od staradávna spravedlivě příslušejí.”
Moravské zemské desky

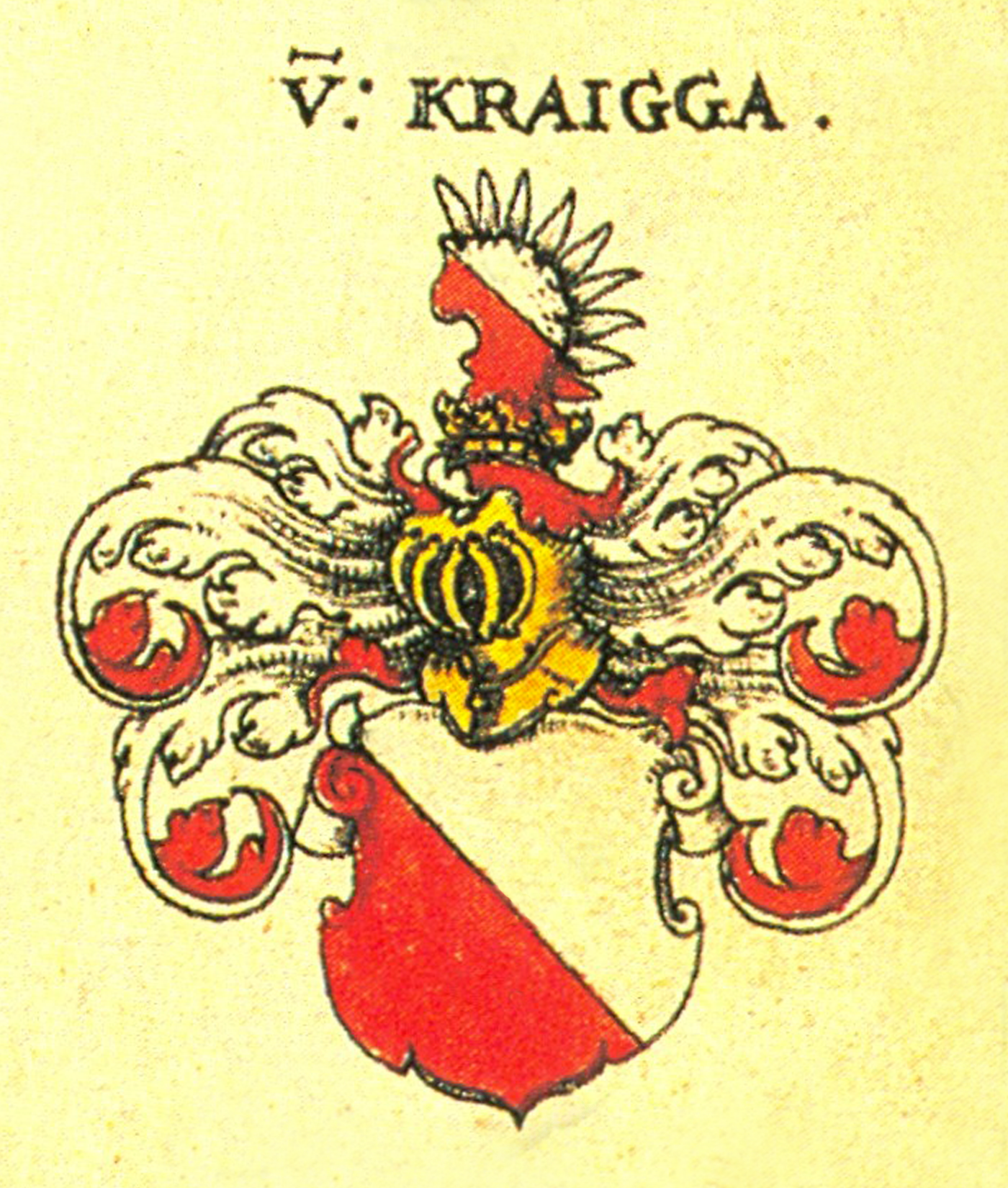
Erb Krajířů z Krajku

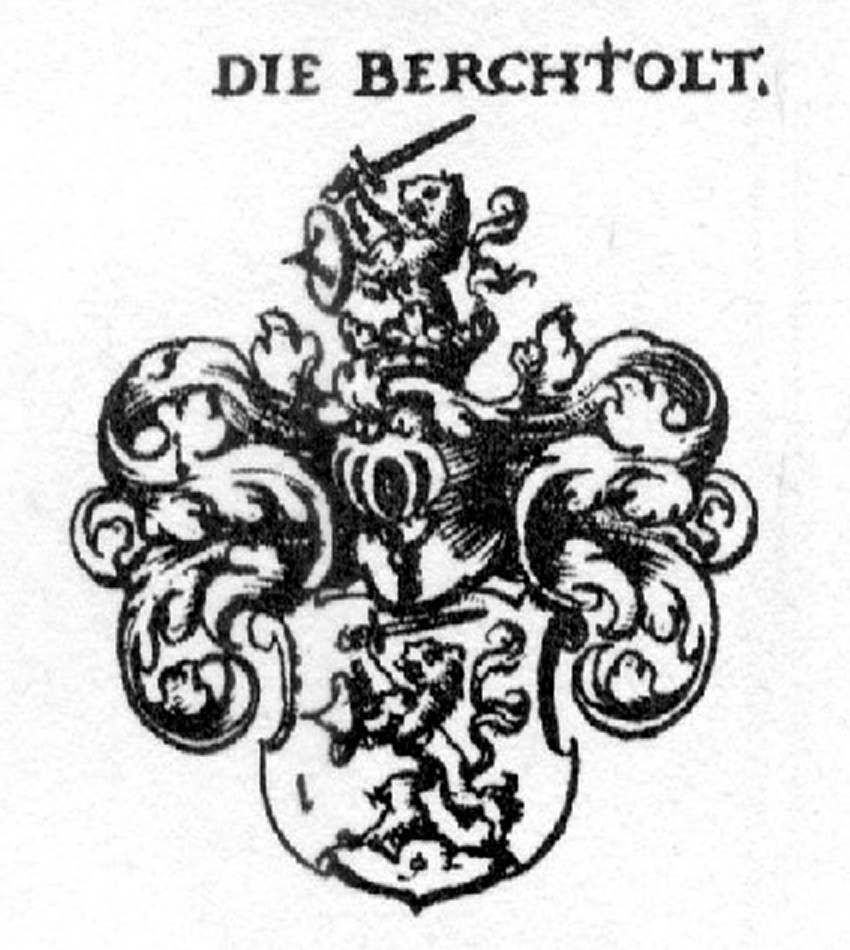
Erb Berchtold zu Ungarschitz

Za Krajířů z Krajku se dozvídáme nejen to, že na území Korolup (Chrlop) se nacházely dva rybníky, ale že chovatelé kaprů praktikovali alespoň dva stupně chovu. V malém rybníce ke tření, který měl na starosti „Plank ze svého dvora”, vychovali násadu a převezli ji do velkého rybníka u mlýna. Ten měl na starosti majitel mlýna a odváděl z něj ročně 2 kopy. Vzhledem k tomu, že k mlýnu patřilo půl zdejšího panského dvora, se dá předpokládat, že majitelé byli v příbuzenském vztahu. Ve vsi se nacházel také hajný, do jehož opatrování náležely lesy od Vaygroben až po hranice Cornštejna. Majiteli panství ves odváděla úrok 26½ kop 20 grošů 4 denáry a 16 grošů 15 denárů cestných peněz.
Rodové majetky majitelů panského dvorce pánů z Planku dokládá na katastru obce Korolupy také německý název rozsáhlého zalesněného návrší Plankenhügl (Plankovo návrší) na mapě II. vojenského mapování, rozprostírající se nad řekou Dyjí mezi Korolupy a Frejštejnem (nyní Uherčický les u PP Podhradské skály). V roce 1498 potvrdil král Vladislav II. obyvatelům městečka Vratěnína a vsí Korolup a Mladoňovic všechna jejich práva a výsady, které od pradávna volně a svobodně užívali. Vratěnínu potvrdil povýšení na městečko a k právu pořádat čtyři výroční trhy (na svátek svatého Fabiána a Šebestiána, v úterý v Pašijovém týdnu, v úterý po svatém Jiljí a v úterý po svaté Kateřině) a čtyři dobytčí trhy (den před výročním trhem) přidal právo výročního trhu po dobu osmi dnů k svátku svaté Markéty.
V roce 1501 přikoupil Lipolt z Krajku od Zicha Krokvicara na Nové Vsi také lubnickou tvrz s příslušným majetkem:
„...tvrz v Lubnici se třemi lány a se třemi podsedky, s potokem od lávky až k statku a půl statku s lesem Rudicí, ze vsi Miřow čtyři a dvadceti čtvrti a půl čtvrti, dvůr v Mešovicích a půl druhého dvora v Trsiciech (Terčicích), pod Rancířovem půl druhého lánu rolí nazývaných Mešovické díly s rolí oranú i neoranú, s lukami, s pastvami, pastvištěmi, s horami, s doly, s lesy, háji, s chrastinami, s křovinaml, lovy, s hony, s mezemi, s hranicemi, s lidmi platnými i neplatnými, s robotami, s užitky a požitky i se všemi poplatky, s vodami tekutými i netekutými i se všiem plným právem, panstvím a příslušenstvím.”
Moravské zemské desky
Od roku 1544 drželi panství bratři Johann, Wolf, Wenzel a Leopold z Krajku - Krajířové z Krajku. Johann nechal v roce 1541 zapsat své manželce Anně z Huburgu tvrz a obec Uherčice. V letech 1560–1561 Václav z Krajku snížil obyvatelům Vratěnína robotu, udělil právo volného výčepu vína, za které městečko odvádělo majiteli panství 14 sudů vína ve čtyřech ročních splátkách, převedl na městečko výběr mýtného a právo uzavírat svatební smlouvy, zřídil zde nižší soud, na kterém se podíleli volitelní zástupci všech obcí na panství. V roce 1562 přenechává Wenzel z Krajku tvrz ves Nové Uherčice, tvrz a městečko Vratěnín se zpustlým hradem a zpustlé obce Stálky s farou, městečko Freistein se zpustlým hradem, části Mešovic a Lubnice i se vsí Korolupy Adamovi Volfovi z Krajku.

### Štrejnové ze Švarcenavy
Adam Volf z Krajku však majetek dlouho nedržel a v roce 1563 zapsal prodané Uherčice i s pustým hradem Frejštejnem Volfovi Štrejnovi ze Švarcenavy do zemských desek. I když se Volf Štrejn se svými syny Hanušem Volfartem a Reichardem usadil na Moravě, jejich hlavním rodovým sídlem zůstávala nadále panství ve Schwarzenau a Freideggu - Ferschnitz v Dolním Rakousku. V roce 1576 Hanuš Volfahrt Štrejn ze Švarcenavy/Hans Wolfart Strein von Schwarzenau ještě přikoupil od Ludmily Bítovské z Lichtenburku bítovské panství, v roce 1601 Vranov a roku 1608 Nový Hrádek.
Finanční situace Šrejnů se zhoršovala, jednak rozsáhlou přestavbou uherčického zámku, ale také díky třicetileté válce. Hanuš Volfart Štrejn nejprve prodal v roce 1609 Nové Sady na Slavonicku a v roce 1612 bítovské panství: městečko Bítov/Vöttau pod hradem, vsi Chvalatice/Chvalatitz, Oslnovice/Höslowitz, Vysočany/Wisokein, Zblovice/Zblowitz, Velký Dešov/Grossdeschau a část Malého Dešova/Kleindeschau, dva poddanské grunty v Mešovicích a dva v Korolupech vedených při Lubnici, zpustlý hrad Cornštejn s příslušenstvím, poplužní dvůr ve Vranči, Malém Dešově a Vysočanech, jeden panský a pět rustikálních mlýnů se dvěma pilami a osmi rybníky.
Roku 1614 musel nakonec dědic Hanuš Jiří Štrejn odprodat i Vranov s Novým Hrádkem. V roce 1628 Štrejnové přišli v rámci pobělohorských konfiskací i o uherčické panství: zámek v Uherčicích, Stálky s patronátním právem ke kostelu a farou, městečko Frejštejn se zpustlým hradem, řeznickým regálem a dvěma mlýny s pilami (spodní a horní, spodní obýval panský lovčí-Hofjäger), biskupská lenní Dešná s farou, fojtství Hluboká, Rancířov s 15 poddanými v části Winterzeile, kteří každoročně majiteli panství odváděli tucet dřevěných misek nebo 3 krejcary, dále pak Korolupy.
K nově vybudovanému zámku s třemi věžemi, obytnými místnostmi, pivovarem a konírnou náležel obezděný hospodářský dvůr s kovářskou a zámečnickou dílnou. Uprostřed statku, na kterém se chovalo kolem 50 krav na mléko, stejný počet dalšího skotu a prasat, stála čtyřhranná kamenná věž pro slepice a holuby. Do zámku a hospodářského dvora byla dřevěným potrubím přiváděna voda ze studny u rybníka před zámkem. Panstvo využívalo dvě zahrady pro kratochvíli (Lustgarten), tři zahrady pro potřebu zámecké kuchyně (Kuchelgarten) a dvě lesní obory (Baumgarten). V zahradním areálu se nacházel také byt pro zahradníka. Naproti zámku stála zděná dvoupatrová budova a stodola, kam se přiváželo a také mlátilo vybrané obilí. Dále patřil k zámku oplocený ovčín pro 1 000 ovcí, cihelna s malou a velkou pecí. Na druhé straně směrem na Korolupy se pro potřebu panství těžil jíl, vápenec a ve vápenné peci pálilo vápno.
K důležitému hospodářskému odvětví pařil také chov kaprů. Jen na katastru Korolup se nacházely dva mlýny a čtyři rybníky. Jeden vodní mlýn (se dvěma mlýnskými kameny) s rybníkem se nacházel u zámku, v něm se vysazoval kapří potěr (Karpffen-Bruth) za 40 kop míšenských grošů (německy Schock Meißner Groschen). K rybníku patřila jedna dřevěná a dvě železné sádky. V mlýně se semlelo kolem 90 měřic zrna (3 Muth, 1 Muth = 30 Metzen). V druhém rybníce u korolupského mlýna (taktéž se dvěma mlýnskými kameny) se vysazoval kapří potěr za 60 kop grošů (Schock) a zrovna tak roční produkce mlýna činila 90 měřic zrna. Přičemž panský hajný nemusel za semletí platit mýtné. Dva chovné rybníky se nalézaly pod Dubovým lesem (Eichenwald), do většího horního se nakupoval potěr za 24-30 kop grošů a do menšího dolního za 15 kop grošů. Dva chovné rybníky se využívaly u Vratěnína, jeden se dvěma zděnými sádkami před zámkem v Uherčicích a jeden ve Stálkách.
Korolupy spadaly společně s osadami Chvalatice, Oslnovice, Vysočany a Zblovice pod bítovskou farnost. Za luteránských Štrejnů došlo zásluhou nekatolických kněží k rozšíření protestantismu i mezi poddanými. V letech 1560–1621 ve vsi působil bítovský protestantský pastor Jan Konečný, který v Korolupech vyučoval a kázal v malém stavení za vsí (původní čp. 71). Kvůli židovskému obyvatelstvu nechyběla ve vrchnostenské kanceláři ani thóra, která mu sloužila místo Bible k přísahám.

### Berchtoldové z Uherčic
V roce 1628 prodal zděděné Uherčické panství Hanuš Jiří Strein Jakubovi Berchtoldovi. Jakub Berchtold zastával na císařském dvoře nejen významné posty (právník, císařský rada, prezident dvorské komory), ale hlavně byl členem komise, která v pobělohorské době majetek nekatolíků konfiskovala. V roce 1626 ho císař povýšil do rytířského stavu a v roce 1633 získal titul svobodného pána. Zanechal po sobě tři syny, Františka Benedikta, Matyáše Arnošta a Jakuba Filipa. Ty později císař Leopold II. povýšil do stavu říšských hrabat a od té doby používali přídomek z Uherčic.

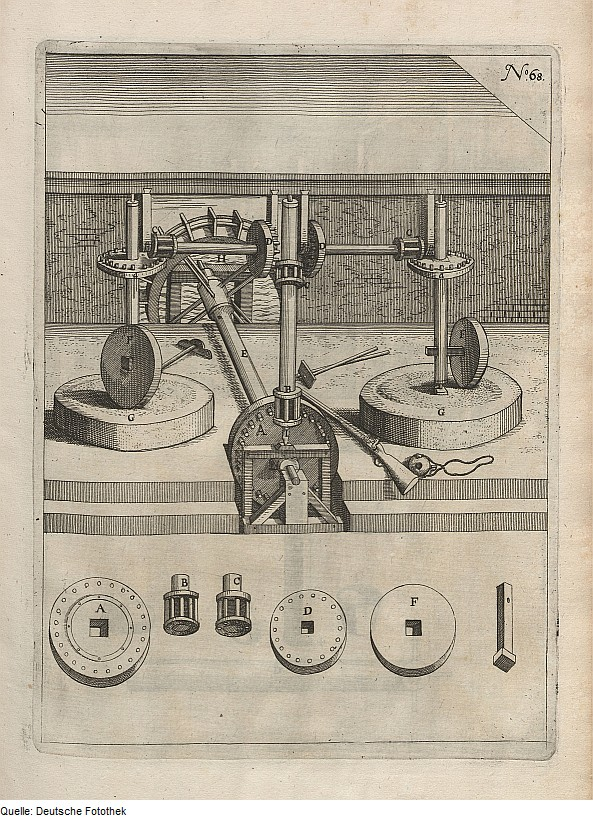
Mechanika prachárny (Pulvermühle, Pulverstampfe) na vodní pohon (mlýn), mědirytina na papíře od autora Georg Andreas Böckler, rok 1661

Uherčické panství spravoval František Benedikt ze zámku v Polici a hospodářská správa sídlila na zámku v Budkově. Polické panství sestávalo ze zámku, pivovaru, hospodářského dvora, ovčína, mlýnů, pily, ovocné zahrady, chmelnice, rybníků, vápenky a z cihelny ve vsi Kostníky. Prachárna, hamr a pronajatá židovská koželužna, která zaměstnávala jednoho křesť. mistra, je na uherčickém panství připomínána naposledy v roce 1690. Další židovská koželužna se nacházela na polickém panství. V roce 1672 se v Korolupech nacházel mlýn, poplužní dvorec a 43 hospodářství. Památka na prachárnu se uchovala na korolupském katastru v německém názvu polní trati Pulvermacher Wiesel (louka výrobce střelného prachu) nedaleko od Plankova návrší (Plankenhügel), viditelná na mapě druhého vojenského mapování.
Po útrapách třicetileté války obléhali v roce 1641 Vranov Švédové, kteří se v těsné blízkosti obce objevili v dubnu roku 1645, kdy pod velením Torstensona dobyli Znojmo a vtrhli do Rakous. Obléhání Bítova Švédy dokládá příkaz adresovaný majiteli Bítova k vybrání tzv. „salvaquardy“ (výpalného) datovaný v Mistelbachu 16. dubna 1645 a podepsaný samotným Torstensonem. V srpnu a září téhož roku rozbili Švédové ležení přímo v městečku Bítově.
V roce 1646 procházely územím pro změnu císařské oddíly kompanie pana Zahrádeckého, v letech 1647–1648 pak regiment plukovníka z Kysenburka, dánský oddíl hejtmana Kašpara Nordorfa, Zapovská garda a regiment Pompeisch-Atapovský. Další rána přišla v podobě moru, což dosvědčují četná morová boží muka s letopočtem 1642. V těchto dobách se měl venkovský lid ze strachu před morem skrývat v okolních stráních a lesích a vroucně se modlit za ukončení seslaného zla. Další morová epidemie následovala v letech 1679–1680, která také způsobila opožděnou výstavbu nového kláštera ve Vratěníně.
Farní školní budova, která je v Bítově připomínána v roce 1672, se nalézala v blízkosti farního kostela zasvěceného „Nejsv. Trojici, blah. Rodičce Boží Marii Panně a sv. Václavu, mučedníku a patronu země české”, na který dále navazoval hřbitov. Výuka probíhala ve dvou třídách v českém jazyce a v jedné třídě v německém jazyce. Školu navštěvovali žáci z přifařených osad Chvalatice, Korolupy, Oslnovice, Vysočany, Zblovice a Nové Dvory. Židovská škola se nacházela v Polici.
Panství zdědily 13. dubna 1679 dcery Františka Benedikta: Marie Anna Schrattenbachová, Marie Isabella Braidová, Marie Eleonora Wittenová, Marie Maxmiliána a Marie Josefa Wilczeková. Za dva roky od nich panství odkoupil Donát Heissler z Heitersheimu (část Lubnice s 2 poddanskými grunty v Korolupech, 2 poddanými v Korolupech, 2 grunty v Mešovicích, 2 poddanými v Mešovicích, 2 mlýny a později přikoupený další díl Lubnice s 9 poddanými patřil Jankovským z Bítova, jako celé tehdy nabyté panství Jemnické a Bítovské).

### Páni z Heitersheimu a z Hartigu
Dcery Františka Benedikta prodaly panství roku 1692 i se vsí Korolupy donátu Heissleru z Heitersheimu. Ten ještě jako svobodný pán působící v armádě zakoupil panství v Písečné a Uherčicích. V roce 1696 podlehl válečnému zranění a panství zdědil František Josef Heissler, který v roce 1740 zastával na Moravě funkci zemského hejtmana. V době jeho nezletilosti panství spravovala jeho matka Marie Barbara (rozená Berchtold), která po potvrzení založení kláštera ve Vratěníně císařem Leopold I. vyplatila augustiniánským bosákům fundaci hraběte Berchtolda, zajistila celé klášterní vybavení a uvolnila vratěnínský zámeček. K areálu zámečku bosí augustiniáni postupně zbudovali klášterní komplex s křížovou cestou a majestátným kostelem sv. Mikuláše z Tolentina, v jehož pravé věži se nacházela kaple zasvěcená Janu Nepomuckému, v levé věži, zbudované na základech původního hradu, pak Loretánská kaple.
V roce 1726 udělil papež Benedikt XIII. farnímu kostelu sv. Jakuba, klášternímu kostelu sv. Mikuláše z Tolentina (dokončen r. 1739) a loretánské kapli (původně uprostřed klášterního ambitu) celou řadu odpustků, čímž poutní místo získalo na významu. V roce 1728 potvrdil hrabě Franz Heissler z Heitersheimu bosákům donaci s pozemky pro klášterní zahradu a zavázal se vybudovat v novém kostele hlavní oltář. Mniši na oplátku každý měsíc odsloužili bohoslužbu na počest zemřelé hraběcí rodiny. Vratěnín se stal na začátku v první polovině 18. století nejen důležitou poštovní křižovatkou, kde poštovní dostavníky zastavovaly dvakrát týdně, ale také vyhledávaným poutním místem. Do Vratěnína putovala celá procesí farníků z jižní Moravy, z jižních a východních Čech a Dolních Rakous. Výhodná poloha na cestě z Vídně do Čech tomu jistě nemalou měrou napomáhala.
V roce 1731 Franz Heissler panství prodal Antonínu Izaiáši z Hartigu, který se tak stal na Moravě pánem na Uherčicích, Vratěníně, Písečné a Slavětíně. Po něm zdědil panství sestávající z Písečné, Nových Sadů, Slavětína, Krokvic/Krokwitz, Uherčic, Vratěnína, Frejštejna, Korolup, Mešovic, Hluboké/Tiefenbach a Stálek syn Antonín Kazimír a v roce 1764 jejich příbuzný hrabě Jan Jindřich von Nimptsch (Graf von Nimptsch, Freiherr von Fürst und Oelse). Význam Vratěnína značně poklesl vybudováním nové poštovní trati přes Znojmo. V roce 1753 nechala císařovna Marie Terezie sice zbudovat z bývalé kupecké stezky z Vratěnína přes Lubnici do Jemnice novou císařskou silnici, která spojila starou jižní poštovní trasu Vídeň - Praha, vedoucí přes Vratěnín a Písečné, s nedávno postavenou císařskou silnicí Vídeň - Znojmo - Jihlava - Praha, ale hospodářský úpadek tržního městečka a nejbližšího odbytiště korolupských sedláků, to neodvrátilo.

## Collaltovské panství a velkostatek

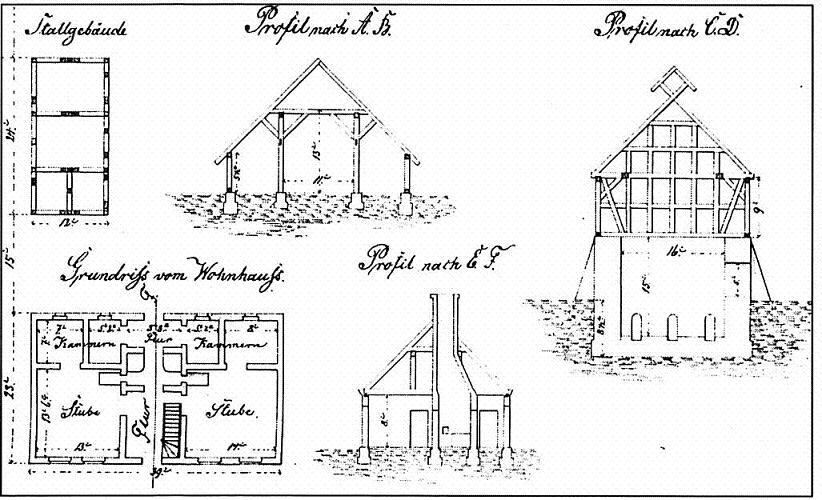
Plán malé venkovské cihelny

### Collalto et San Salvatore
| Hrad Bítov | Moravskou větev rodu Collaltů založil Rambaldo XIII. di Collalto (1575 – 1630), vojevůdce a diplomat ve službách Ferdinanda II. Štýrského. V roce 1623 koupil po Zdeňkovi z Waldsteina konfiskované panství Brtnici u Jihlavy. Zanedlouho získal od Ferdinanda II. Německý Rudolec a Černou. Hrabě Vinciguerra Tommaso di Collalto et San Salvatore (1710–1769) koupil uherčické panství v roce 1768 a Uherčice připojil k fideikomisním majetkům rodu Collaltů - k Brtnici, Černé a Rudolci. Na uherčickém panství se postupně vystřídalo devět majitelů a roku 1862 panství zdědil Emanuel Collalto et San Salvatore (1854 – 1924). Po jeho smrti v roce 1924 přešel majetek na člena mladší větve rodu Manfreda Collalto (1870 – 1945), který byl pochován na hřbitově ve Vratěníně. Posledním majitel panství se stal jeho syn Oktavián Collalto et San Salvatore (1906–1973). Podle dekretu prezidenta republiky č. 12/1945 Sb.28 byl Oktaviánovi majetek v Československu zkonfiskován. |
|            | |

### Požáry
3. listopadu 1845 vypukl v obci z neznámé příčiny požár, který zničil téměř celou ves. Zůstal jen kostel, škola a několik čísel. Až na dvě čísla popisná občané svou ves znovu postavili. Nebylo obnoveno stavení na místě bývalé obecní váhy u pohostinství (dnes autobusová zastávka), kde dodnes vyvěrá zasypaná studna, a stavení na místě dnešní farské zahrady. Nově vystavěné domy již byly seřazeny na letní a zimní straně, a dále v centru obce.

## Názvy polních tratí a části obce
Pomístní jména v katastru obce na mapě II. vojenského mapování: Stock Wiesen, Plankenhügel, Pulvermacherwiesel, Kuhweide, Jäger Kreuz, Forsthütte, Müllermartern
Jména polních tratí (Flurnamen) uvedené ve Stabilním katastru:
- na severozápadě: Paßuvka[86] (Pastuwka = Viehweide), Grabitz, Breiteln
- na západě: Vorderluß, Hinterluß (losováním rozdělená půda → Lose, Losteile, Lüsse → der Luß),[87] Mühlweg, Mühlfeld, Grabitzbreiteln, Ungersbach
- na jihu: Grosse Pointen, Schlabzi (Zlabsy), Horka, Firtrift (Viehtrift od treiben, Viehweg), Tannenwald, Brand
- na jihozápadě: Ziegelhütten, Waldacker (Haidenacker), Gemeindewald, Eichwald (Herschafts Wald)
- na jihovýchodě: Tschiwölka (Tschiwolka), Jägerhäusel, Horka, Tannenwald
- na východě: Gobzi, Kleeschenzi (Nikolaus, Klaus, Kläus-chen → Klees-chen,[88] Glöschensky Äckern, polnosti patřící ke korolupskému dvoru), Fruttni (Frutt, Fruttli, Felsaufstiege, Bacheinschnitte; fruta, froda, fruda → Bach, Wildbach),[89] Badőckeln, Grenzacker
- na severovýchodě: Wolisch Feld (wöllisch = wälsch/welsch/, též fremde nebo unverständlich),[90] Kleine Pointen, Loschi
- na severu: Swobodny, Kuppen (Berg, Hügel), Kuihberg (Kuhberg), Huraski, Buiben (Buben, Jungen, Knaben)[91][92][93]

Části obce:
- Sommerseite/Letní strana
- Winterseite/Zimní strana
- Mittelzeile („Mitterzal“)/Prostřední ulice
- Vorstadt/periferie, na okraji vsi (na východě)
- Budoli/Podolí (na západě)

## Obyvatelstvo
Založení vsi podle německého (emfyteutického) práva probíhalo někdy kolem poloviny 14. století. Obec si zachovávala až do roku 1945 ráz německé obce s malou českou menšinou. Německé obyvatelstvo hovořilo bavorsko-německým nářečím, tzv. ui nářečím (německy Ui-Mundart). Přítomnost slovanského obyvatelstva je doložena jednak ještě na konci 17. století řadou písemně doložených slovanských příjmení, ale také některými názvy polních tratí. Německé názvy polních tratí jako například Vorderluß, Hinterluß nebo Loschi pak připomínají dělbu pozemků podle německého práva, která při zakládání vsi probíhala losem.
Podle lánového rejstříku ze 17. července 1672 se ve vsi nacházelo 43 hospodářství, z toho 3 usedlosti, které zpustly během třicetileté války, byly v letech 1664–1668 nově osazeny. Ve vsi hospodařili:
Celoláníci: Gregor Zankl (r. 1668 nově osazen, zpustl za Leonharda Bära), Matauß Stiepan (před ním Stiepan Stiepanin Wittib), mlynář Georg Baar (před ním Leonhard Gritsch), Thoma Skotak, Jan Skotakh, Jakub Turekh, Matauß Küttl (před ním Ambros Küttl), Paul Turekh,
Niklaß Schwartz (před ním Wenzel Schwarz), Jan Katerna, Jacob Hofbauer, Friedrich Wide (před ním Mathiß Gritsch), Gierg Wichtl (r. 1660 mu zabralo panstvo celý jeden lán), Mathauß Preuer, Thomas Marsch (před ním Pawel Marsch), Urban Stiepanu, Matias Janiczku (před ním Pawel Janiczku)-
Třičtvrtěláník: Andreas Player (před ním Paul Player)
Pololáníci: Hans Pleyer, Wondra Stiepanu, Jan Czossa (před ním Jan Hofbauer), Jakob Marsch, Hans Platzer (před ním Stephan Platzer), Pawel Stiepanu (před ním Martin Stiepanu), Thomas Czerny (před ním Blasius Schwartz), Mertl Eupltawer = Appeltauer (před ním Thoma Baltreich), Matauß Wyhlydal (před ním Georg Wüchtl), Waczlaw Machu (před ním Mathias Scheubele), Matias Czussa (před ním Veith Czussa).
Čtvrtláník: Lorenz Schmaltz
Osminoví láníci: Mathias Skanta (r. 1664 nově osazen, zpustl za Georga Gunkhla), Mathes Gritsch (r. 1664 nově osazen, zpustl za Galluse Gartnera), Jan Witt (před ním Simon Schuster), Merth Harrer (před ním Martin Paudex), Ondra Kutschera (před ním Friedrich Witte), Gregor Schwartz (před ním Niklas Schwartz), Urban Wilanko (před ním Thoma Wilanko), Blaziek Janiczku (před ním Matauß Wyhledal).
Domkáři s polem: Abraham Wol (před ním Thoma Kalt), Maties Kreigczy (před ním Martin Schuster), Ursula (vdova po Peter Sturm), Walka Wyhlidal (před ním Walka Lepssy), Martin Paudex (před ním Jan Schwarz).
V roce 1832 zemřel ve věku 95 let poslední obyvatel mluvící pouze moravsky, 2 poddaní spadali pod panství Bítov. Počet českého a moravského obyvatelstva znovu stoupl až po vzniku Československa a to v důsledku obsazování postů ve státní službě (četnictvo, finanční stráž, poštovní zaměstnanci, zaměstnanci lesní správy a učitelé) příslušníky české a moravské národnosti.
- Rok 1862: 386 katolíků mluvících německy
- Rok 1874: 73 domů a 390 obyvatel
- Rok 1900: 76 domů a 413 obyvatel
- Rok 1910: 77 domů a 404 obyvatel (334 dospělých)
- Rok 1930: 83 domů a 432 obyvatel (255 dospělých)
- Rok 1938: 83 domů a 443 obyvatel, 85 % obyvatelstva byli Němci, 15 % Češi a 5 rodin bylo ze smíšeného manželství.[97]

## Kroj a zvyky
- Na Štědrý večer se konalo tzv. nahánění betlémských oveček, kdy obecní slouha procházel vsí za práskání bičem. Děti na práskání a nahánění reagovaly napodobováním ovcí a mečely. Večer, když se ve všech chalupách rozsvítily vánoční stromečky, odcházeli muzikanti (chlapci z kovárny) s hudebními nástroji a s lucernami na věž kostela, kde vyhrávali vánoční koledy.[98] Pastýři a obecní slouhové byli vždy nejchudší z chudých. Pastýřům také zvěstoval anděl Páně radostnou novinu jako prvním. Osoba pastýře je personifikací Boží, neboť se narodil „pastýř lidských duší”. Zvyk tak napodoboval svolávání pastýře k svátku Narození Páně.

- O masopustu se mládež převlékala za čerty a pekelníky, obcházela ves a metlami vyšlehávala děvečky a starší zlobivé děti. Před každým stavením se převlečená mládež ohlašovala zvoněním zvonců. V rodinách se po celý den pro pekelníky pekly jako výslužka koblihy. Večer se na hasičském sále konala zábava, na kterou si místní přinášeli z domova šunku a koblihy.[pozn. 13]
- Na Velký pátek nesměly zvonit zvony. Chlapci chodili vyhrkávat, ráno v sedm hodin poprvé, pak v deset hodin na mši, ve dvanáct v poledne, ve tři na modlení a v sedm večer ještě jednou. Za hlomozu dřevěných řehtaček proběhli seřazeni ve dvojstupu všechny vesnické uličky, kdy nahrazovali zvonění kostelního zvonu, stejně tak na Bílou sobotu. Místo srazu a rozchodu se dodržovalo, pravidelně se scházeli u statku Ruperta Tschoffi (na návsi naproti autobusové zastávce). Po každém hrkání se šli hoši umýt do potoka. Na Velikonoční neděli, kdy zvony přiletěly zpět z Říma, se hoši po bohoslužbě vydali po staveních (vyhrkávat) po výslužce. Sedláci je obdarovávali syrovými vajíčky, velikonoční šunkou, koblihami, penězi a také pečivem tzv. "Strauben".[pozn. 14] Na trámu ve stodole si pak hoši výslužku rozdělovali, každý dostal stejným dílem. Část vajec odprodali v obchodě, zbytek vajec se odnesli domů, kde se pak vejce vařila, obarvovala a polepovala obrázky. Po obchůzce na Velikonoční pondělí pak vykoledovanými vejci hrávali tzv. "Eierditschen", kdy tloukli špičkami vajíček o sebe a které vajíčko se jako první nakřáplo, získal vítěz a ten je také mohl sníst. Hoši s vejci také soutěžili v hodu do dálky. Ten kdo dohodil nejdál, byl vítězem a ten, kdo prohrál, musel dát své vejce vítězi. Pokud se mu vajíčko při hodu rozbilo, odevzdal je vítězi taktéž.

## Spolky, společnosti a družstva

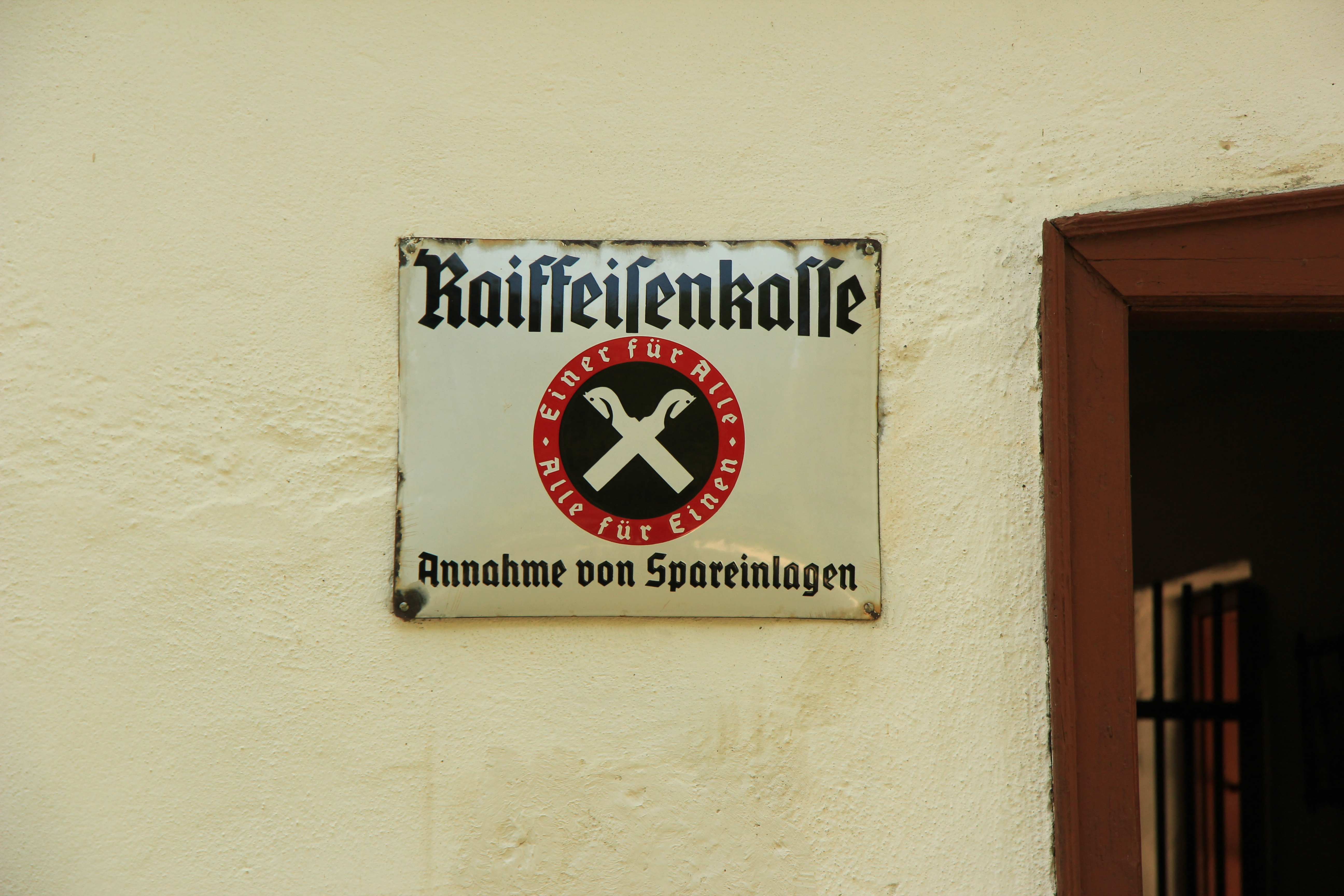
Běžné označení venkovské Raiffeisenkasse, ukázka z Museumsdorf Niedersulz - Südmährerhof

- Moravský spolek hedvábnický v Olomouci (1864 - 1884), stanice Uherčice, členy pan nadučitel Scherer Leopold a obecná škola Korolupy[99]
- 1886 Deutscher Schulverein/Německý školský spolek, místní skupina Uherčice, od roku 1920 Deutscher Kulturverband/Německý kulturní svaz s divadelní skupinou, sál s pódiem v Korolupech
- 1893 Freiwillige Feuerwehr Kurlupp/Dobrovolní hasiči Korolupy, 8. hasičský okres Znojmo, od roku 1900 23. hasičský okres Vranov, od roku 1926 hasičský okres Slavonice
- 1899 Bund der Deutschen Südmährens/Svaz Němců jižní Moravy, místní skupina Vratěnín,
- 1903 Deutscher landwirtschaftlicher Verein/Německý zemědělský spolek, místní skupina Vratěnín, od roku 1920 Organisation der deutschen Landwirte Mährens/Organizace německých zemědělců Moravy
- 1903 Spar- und Darlehenskassen Verein Kurlupp, od roku 1920 Raiffeisenkasse Kurlupp und Umgebung GmbH/Raiffeisenkasse Korolupy a okolí s.r.o
- 1912 Milchgenossenschaft Kurlupp/Mlékárenské družstvo Korolupy
- 1920 Deutscher Turnverband/Německý turnerský svaz, místní skupina Vratěnín, župa Jižní Morava
- 1930 Národní jednota pro jihozápadní Moravu, místní skupina Korolupy
- 1936 Getreidelagerhaus Kurlupp/Obilné silo Korolupy, zřízené korolupskou Raiffeisenkou

## Zemědělství a živnosti
K obci patřil také na jejím konci stojící Meierhof - panský poplužní dvůr - dvorec. Obyvatelé vesnice se živili především zemědělstvím. Celoláníci obhospodařovali kolem 35 ha, pololáníci 17 ha, čtvrtláníci 10 ha, osminoví láníci 5 ha a domkáři méně než 5 ha půdy. V prvé řadě se obyvatelstvo živilo pěstováním obilí. Vedle toho pěstovalo hrách, čočku, dýni a jetel. Další důležitou oblastí byl chov dobytka (543 hovězího a 224 prasat z roku 1910) a práce v lese (563 ha v roce 1910). Pěstovalo se v trojpolním systému. Jedna třetina se osila žitem, až v roce 1780 se počala pěstovat pšenice. Na druhém se pěstoval oves a letní plodiny – hrách, řepa, později brambory a len. Na třetím se pásl dobytek. Panstvo trvalo na jednotném osázení, aby mělo lepší představu o výnosech, zejména na desátek ze zrna kladlo velký důraz. Na druhé straně tím byla zajištěna jednotná pastva pro dobytek – právě k tomu sloužila lada. Se slámou se šetřilo, musela vystačit přes celou zimu, zrovna tak seno. Záplavy a močály stěžovaly zemědělství.

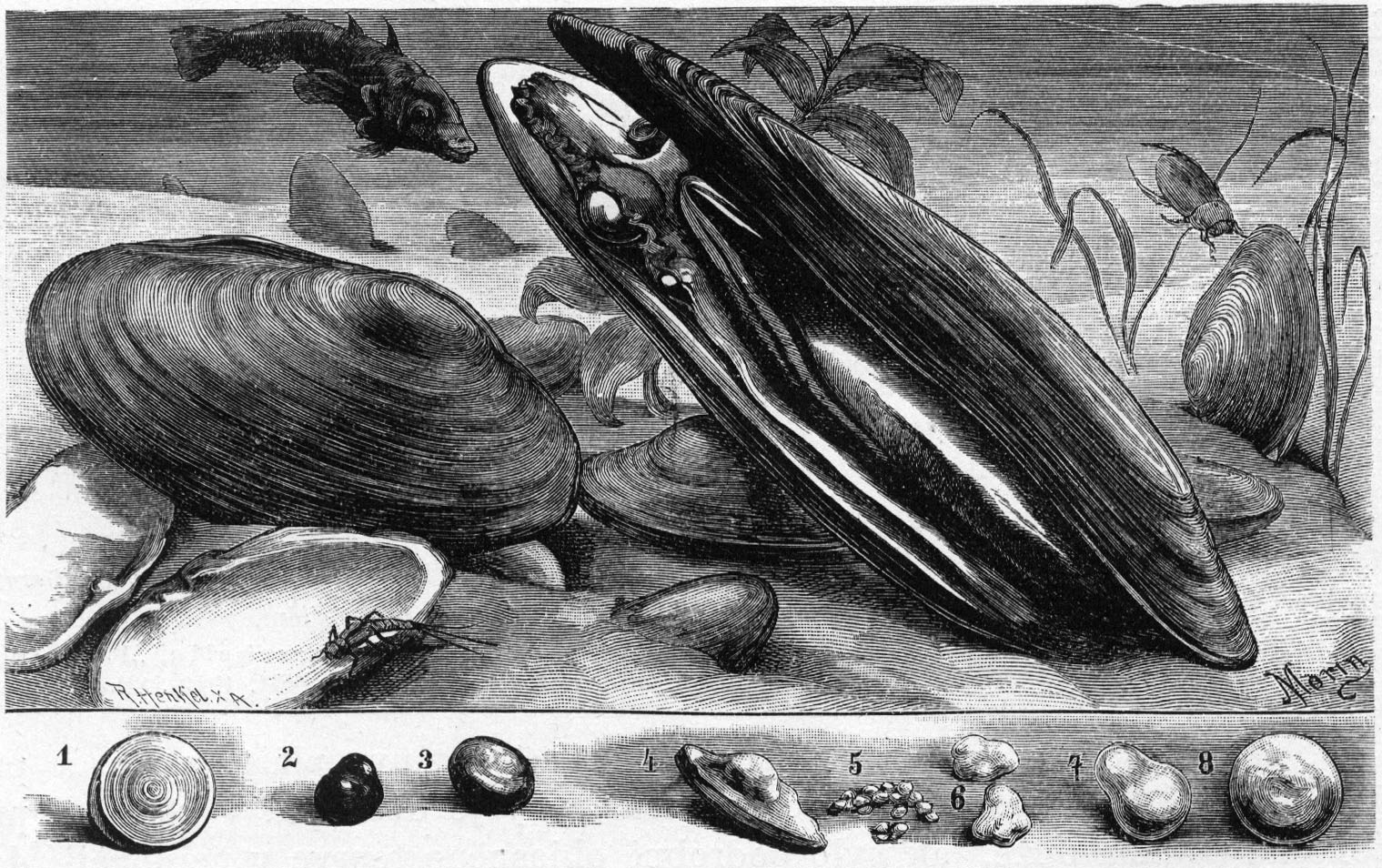
Perlorodka říční je dnes na červeném seznamu.

Obec měla obecního pasáka dobytka a pasáka prasat. Ten si musel přes léto také zajistit krmení na zimu. Dostával řepu, později brambory a odpadkové zrno – „das Aftere.“ Lada – Brache se nesměla dělit, právě kvůli pastvě dobytka. Teprve, když bylo sklizeno, mohla se orat lada. V mezidobí se využívaly Hutweiden. Po druhé senoseči – otavě – dem Grummet se na loukách sázel oves. Dobytek se pásl venku od dubna do listopadu, proto scházelo hnojivo. Trochu tomu pomohl trojpolní systém. Tím však zase nemohla být využita veškerá půda. Umělá hnojiva nebyla. Později se objevila Thomasova moučka a první pokusy se dělaly se sádrou. Sláma se používala na střechy a pro dobytek ke krmení, na podestýlku se využívalo jehličí z lesa, to ale zase nesvědčilo lesům. Pro levnější nákupy hnojiva se hospodáři sdružovali v 19. stol. do „zemědělských kasín.“ - v Korolupech od roku 1903 v Raiffeisence. Panstvu záleželo více na divoké v lesích, o polnosti se moc nestaralo. Při neúrodě chyběly rezervy. Teprve po vysušení močálů a s ochranou proti povodním to šlo v zemědělství trochu nahoru. Trojpolní hospodářství se rozvolňovalo a tím bylo obecní pasení dobytka čím dál složitější, takže se nakonec zrušili obecní pasáci. Hlavně se pěstoval bílý jetel, který se vyvážel za velmi výhodnou cenu do Anglie.
Cihelna, mlýn na vodní pohon, pila a dva hostince s kuželníkem, jeden se smíšeným zbožím. Jinak další malí živnostníci a domkáři. Skoro všichni řemeslníci měli ještě hospodářství. 2 kováři, 4 obuvníci, 1 sedlář, 1 přadlena, 2 koláři, 1 kadeřnice, 1 dámská krejčová, 1 truhlář, obchodník s výkupnou vajec, 3 tesaři s výrobou dřevěných koryt, studen, džberů.
Potok Ungarsbach byl bohatý na ryby, raky a perlorodky říční. Rybářské právo na tomto potoce se pachtovalo. Okolí obce bylo bohaté na prameny. Naproti hasičské zbrojnici hned vedla obecní kovárny využívalo místní obyvatelstvo obecní rybníček tzv. "Schwemme", který byl po celý den plný hus a kachen. Další nádrží byla tzv. Korl - Bründl (Waschstatt) - asi 1, 5 m čtvercová krytá nádrž za hostincem. Sem se nosilo vše, co se nedalo umýt nebo vyprat doma, počínaje pytlem od brambor až po vozové plachty a pracovní oděv. Každý dům měl svoji vlastní studnu. Na břehu potoka Ungarsbach stál korolupský mlýn s pilou. Před náhonem se rozprostíral malý rybníček patřící k mlýnu. Na řece Dyji se lovili kapři, štiky, úhoři, sumci, bělice a vydry.